# Tutti al college
Tutti al college (A Different World) è una sitcom statunitense trasmessa dal 1987 al 1993. La sitcom è uno spin-off de I Robinson. In Italia la prima stagione è stata trasmessa con il titolo Denise.

## Trama
Denise Robinson (Lisa Bonet) si trasferisce al college. Alla fine della prima stagione Denise ritorna in famiglia (nel cast della serie originale).

## Personaggi
| Lisa Bonet         | Denise Robinson           | Principale |            |            |            |            |            |
| Marisa Tomei       | Maggie Lauten             | Principale |            |            |            |            |            |
| Dawnn Lewis        | Jaleesa Vinson-Taylor     | Principale | Principale | Principale | Principale | Principale |            |
| Jasmine Guy        | Whitley Marion Gilbert    | Principale | Principale | Principale | Principale | Principale | Principale |
| Loretta Devine     | Stevie Rallen             | Principale |            |            |            |            |            |
| Kadeem Hardison    | Dwayne Cleophus Wayne     | Principale | Principale | Principale | Principale | Principale | Principale |
| Darryl M. Bell     | Ronald "Ron" Johnson      | Ricorrente | Principale | Principale | Principale | Principale | Principale |
| Sinbad             | Coach Walter Oakes        | Ricorrente | Principale | Principale | Principale |            |            |
| Mary Alice         | Leticia "Lettie" Bostic   | Principale | Principale |            |            |            |            |
| Charnele Brown     | Kimberly Reese            |            | Principale | Principale | Principale | Principale | Principale |
| Cree Summer        | Winifred "Freddie" Brooks |            | Principale | Principale | Principale | Principale | Principale |
| Glynn Turman       | Colonel Bradford Taylor   |            | Principale | Principale | Principale | Principale | Principale |
| Lou Myers          | Vernon Gaines             |            | Ricorrente | Principale | Principale | Principale | Principale |
| Ajai Sanders       | Gina Deveaux              |            |            |            | Ricorrente | Ricorrente | Principale |
| Jada Pinkett       | Lena James                |            |            |            |            | Ricorrente | Principale |
| Karen Malina White | Charmaine Tyesha Brown    |            |            |            |            |            | Principale |
| 1. 2.              |                           |            |            |            |            |            |            |

## Episodi
| Stagione         | Episodi | Prima TV USA | Prima TV Italia |
| ---------------- | ------- | ------------ | --------------- |
| Prima stagione   | 22      | 1987-1988    |                 |
| Seconda stagione | 22      | 1988-1989    |                 |
| Terza stagione   | 25      | 1989-1990    |                 |
| Quarta stagione  | 25      | 1990-1991    |                 |
| Quinta stagione  | 25      | 1991-1992    |                 |
| Sesta stagione   | 25      | 1992-1993    |                 |

Gli ultimi tre episodi non sono mai stati trasmessi negli Stati Uniti.